# Страна в шкафу
«Страна в шкафу» — дебютный фильм Рады Бхарадвадж, американки индийского происхождения, вышедший на экраны в 1991 году. Действие фильма происходит в одной комнате, с участием всего двух персонажей — задержанной детской писательницы (Мэделин Стоу) и допрашивающего её следователя (Алан Рикман).

## Сюжет
В неназванном тоталитарном государстве молодую писательницу, среди ночи «взятую» из собственной постели, допрашивает сотрудник тайной полиции. Госслужбы нашли в детских книгах, которые она написала, завуалированные послания антигосударственного характера. Женщина отрицает все обвинения, но следователь проявляет упорство и «копает» всё глубже, пытаясь заглянуть в глубины подсознания писательницы и заставить её признать свою вину.
Фильм заканчивается словами: Сегодня более половины правительств в мире продолжают использовать пытки против своих собственных граждан. 1990 год, отчёт организации Амнистия Интернэшнл. 
«Ибо я вижу, что среди смерти — есть жизнь, среди неправды — есть правда, среди тьмы — есть свет» Мохандас Карамчанд Ганди.